# Ualabi llebre oriental
El ualabi llebre oriental (Lagorchestes leporides) és una espècie de metateri extint. Es pensa que desaparegué a causa de la degradació del seu hàbitat natural pel pasturatge de les ovelles i el bestiar. La desaparició dels aborígens, que canvià el ritme anual d'artigatge de les praderies, probablement accelerà el fenomen. L'última vegada que fou observat aquest animal fou a la dècada del 1890. Mesurava 45-50 cm i pesava 1,5-3 kg.